# Erwin Vandendaele
Erwin Vandendaele (* 5. března 1945 Mety) je bývalý belgický fotbalista narozený ve Francii. Nastupoval na postu záložníka nebo obránce. S belgickou reprezentací získal bronzovou medaili na mistrovství Evropy v roce 1972 (odehrál oba zápasy: semifinále i utkání o třetí místo). Zúčastnil se i mistrovství světa v roce 1970, do bojů ale nezasáhl. Za národní tým nastupoval v letech 1970–1977 a odehrál za něj 32 utkání, v nichž vstřelil jednu branku. Na klubové úrovni hrál za Bruggy (1964–1974), Anderlecht (1974–1977), Stade de Reims (1977–1978), KAA Gent (1978–1980) a RFC Tournai (1980-1981). S Anderlechtem vyhrál Pohár vítězů pohárů 1975/76 a 1977/78, v roce 1976 získal Superpohár UEFA. S Bruggami se stal mistrem Belgie (1972–73), dvakrát s nimi vyhrál belgický pohár (1967–68, 1969–70), v Bruselu pak přidal další dva pohárové triumfy (1974–75, 1975–76). V roce 1971 byl vyhlášen nejlepším hráčem belgické ligy. Po skončení hráčské kariéry se stal trenérem. 